# Hadice (technika)

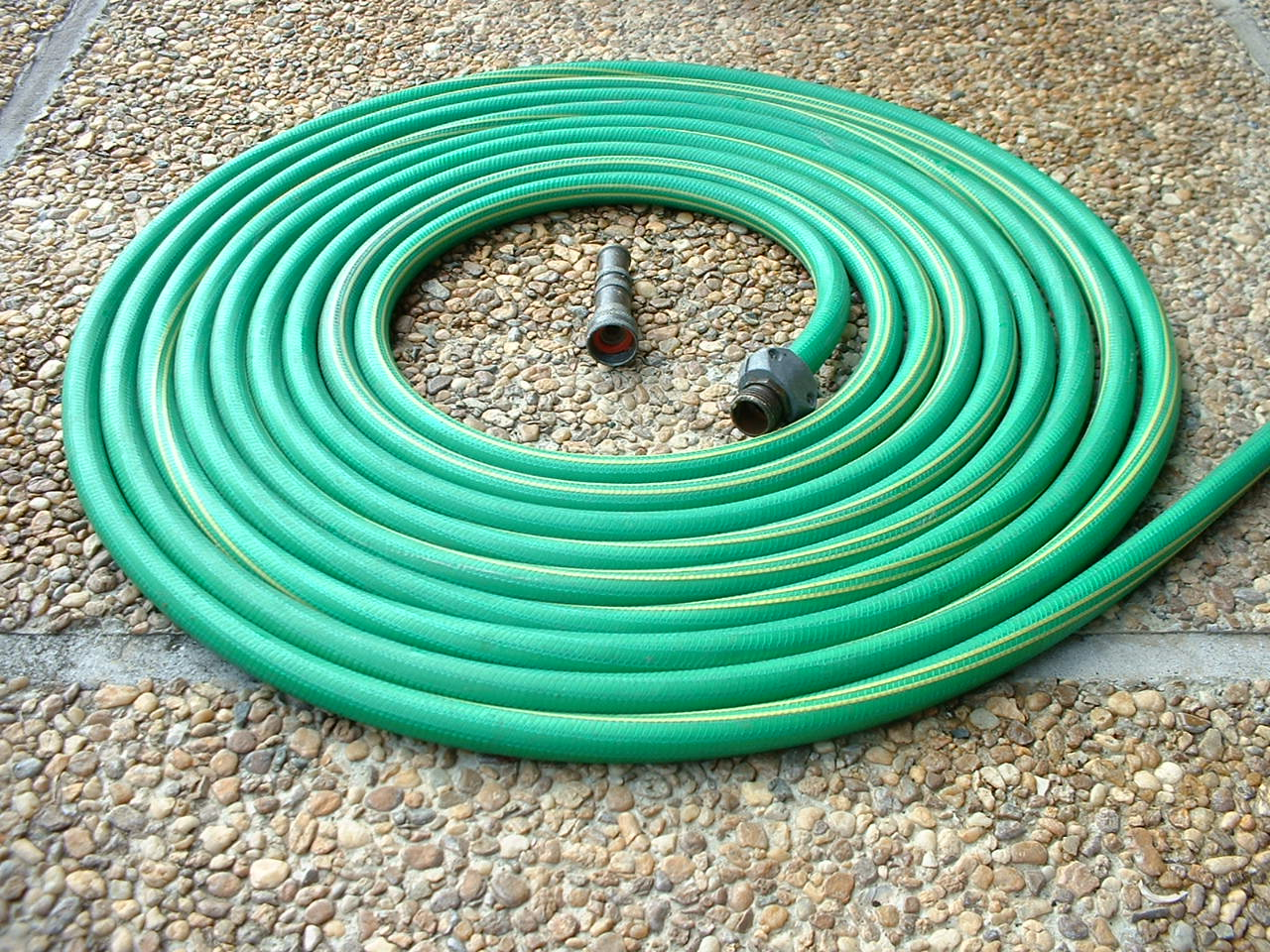
Zahradní hadice

Hadice, zdrobněle též hadička, je specializovaný předmět běžné denní potřeby užívaný v mnoha oborech lidské činnosti k transportu či k rozvodu tekutin a plynů na kratší vzdálenost. Hadice a hadičky bývají také běžnou součástí mnoha různých strojů a soustrojí. Jedná se obvykle o zvláštní formu pryžového nebo plastového potrubí, které je pružné, ohebné a do jisté míry i odolné jak vůči nedestruktivnímu mechanickému namáhání tak i vůči vnitřnímu přetlaku nebo i podtlaku přepravovaného media.

## Hadice pro domácí použití
V běžné domácnosti se hadice užívají např.
- při transportu vzduchu u vysavače prachu
- jakožto přívod vody do automatické pračky a odvod vody z pračky ven
- přívod vody ve sprše v koupelnách
- zahradní hadice jsou užívány k zavlažování rostlin a osvěžování vzduchu vůbec - mohou být vyrobeny z měkčeného PVC, které může uvolňovat nebezpečné ftaláty[1]
- plastové hadičky jsou běžné používány i v mnoha zdravotnických pomůckách a přístrojích
- plastové hadičky se používají i v kuchyni pro speciální přípravu některých jídel či nápojů

## Strojní hadice
- tlakový transport plynů
  - tlakový rozvod nebo odvod vzduchu
    - odvod stlačeného vzduchu z kompresoru do místa jeho spotřeby (např. ve vzduchových brzdách vozidel)

  - tlakové hadice pro jiné plyny
    - hadice určené pro svařování plynem

- rozvod tekutin
  - vodní hadice
  - olejové hadičky - obvykle tlakové hadičky pro přívod a odvod mazadel
  - palivové hadice - např. hadičky určené pro přívod tekutého nebo plynného paliva z nádrže k motoru
  - jiné hadičky - např. pro transport sypkých hmot v zemědělství a potravinářství

## Speciální hadice
Specializované hadice jsou užívány např. při hašení požárů - viz článek požární hadice

### Související článek
- potrubí
- trubka